# Häxprocesserna i Salem
Häxprocessen i Salem (engelska: Salem witch trials) utspelades 1692–1693, i den då engelska besittningen Massachusetts i Nordamerika. I en puritansk enklav utspelades en häxprocess som kom att kosta åtminstone 25 människor (de flesta kvinnor) livet, medan ytterligare ett tjugotal fängslades. Episoden är en av de mest ökända fallen av masshysteri i Nordamerikas historia.

## Förlopp

### Bakgrund
Enklaven var under stor ekonomisk press, på grund av flyktingströmmen under det pågående Kung Vilhelms krig. Dessutom hotades nybyggarna av fientliga indianer. Därutöver pågick en bitter kamp mellan lokala bönder och den kontroversielle kyrkoherden Samuel Parris. Invånarna var till stor del puritaner, med vana att i sin omgivning se signaler från Gud eller Satan.
Anklagelser framfördes från framförallt två flickor – kyrkoherdens dotter Betty Parris och hennes kusin Abigail Williams (9 respektive 11 år) – om att flera bybor besatt dem och därför var skyldiga till häxeri. De hade i januari 1692 börjat få "anfall", skrek, kastade föremål, yttrade märkliga ljud och förvred sina kroppar; en lokal läkare förklarade att något övernaturligt var orsaken. Även den tolvåriga flickan Ann Putnam Jr. visade liknande symptom.
Åtskilliga andra flickor i byn instämde i anklagelserna och tre kvinnor utpekades  – efter påtryckningar på flickorna från lokala lärare och utredare – den 29 februari; dessa var en tiggare (Sarah Good), en äldre kvinna som hatades av några av de anklagande (Sarah Osborne) och en indiansk slav (Tituba). De skrämda och pressade byborna trodde på anklagelserna och ställde de anklagade inför ultimatum att antingen erkänna brottet eller avrättas genom hängning.

### Processen
En längre tid förflöt utan att ordentliga rättegångar kunde hållas, eftersom området saknade en ordentlig myndighet. En guvernör anlände och instiftade en särskild förhörsdomstol. Vid det laget satt uppemot 80 personer i fängelse i väntan på rättegång, Sarah Osborne hade dött i fängelse och Sarah Good hade förlorat ett barn i havandeskap i fängelset. Totalt fängslades under den här episoden mellan 175 och 200 personer, och minst fem av dem avled under fångenskapen.

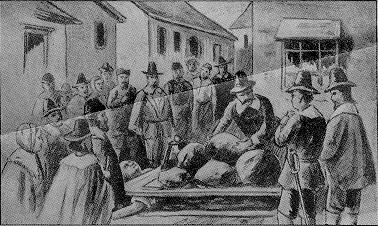
Giles Corey på teckning på avrättningen av honom.

Domstolen höll förhör en gång i månaden. Bara vid ett tillfälle tog angivarna tillbaka anklagelserna. Åtminstone två kvinnor fick uppskov på grund av graviditet. Samtliga fall där förhör fortskred och dom avkunnades resulterade i fällande domar – ingen friades. De som förklarade sig skyldiga och angav medbrottslingar kunde klara sig undan dödsdomen. Vid fyra tillfällen hölls också avrättningar, och sammanlagt 19 (14 kvinnor och fem män) hängdes. En man – Giles Corey, en 71-årig bonde – som vägrade förklara sig skyldig eller icke skyldig dömdes i stället att krossas under en last av stenar. Han är den ende i USA:s historia som av en domstol dömts till detta straff.
Många flydde undan arrestering och angivelser, och traktens ekonomi blev snart lidande. Under hotet om ökade fientligheter från indianstammar i närheten insåg befolkningen till slut att någonting inte stod rätt till. Då hade även bland annat två häxmisstänkta hundar avlivats.

### Efterspel
I en skrift kallad Cases of Conscience Concerning Evil Spirits ("Samvetsfrågor angående onda andar") framförde Increase Mather att "It were better that Ten Suspected Witches should escape, than that the Innocent Person should be Condemned" ('Bättre om tio misstänkta häxor undkom, än att den oskyldige dömes'), en formulering som kan sägas återspeglas i den amerikanska författningen och USA:s juridiska system.
Häxjakten var en så stor händelse att den kom att betyda slutet för mycket av det puritanska inflytandet i styrelsen av New England. Trots den snara kritiken på de grundlösa domarna kom det att dröja ända till 2022 innan alla dömda fått upprättelse som oskyldiga av Massachusetts myndigheter. Ett antal av de dömda hade dock 1711 blivit postumt benådade, med skadeståndsersättning till respektive familjer.
Arthur Miller har skildrat processerna i pjäsen The Crucible (Häxjakten, 1952),  skriven som en parafras på den då pågående "häxjakten" på kommunister i USA. Dessutom har cirka 15 Hollywood-filmer producerats omkring ämnet, liksom några datorspel och en mängd referenser i populärkulturen.